# Рио-де-ла-Плата (губернаторство)

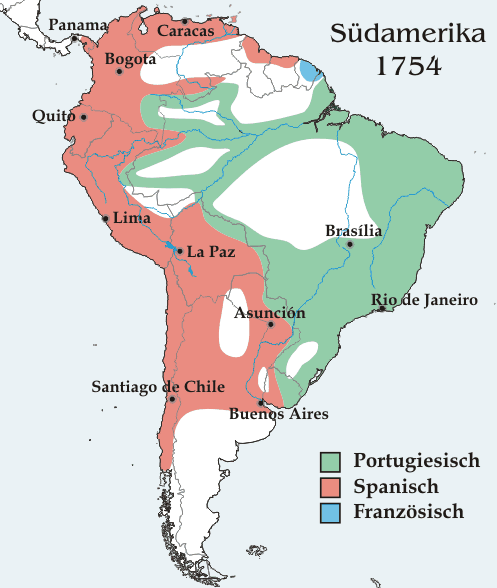
Южная Америка в 1754 году

Губернаторство Рио-де-ла-Плата (исп. Gobernación del Río de la Plata) — территориальная единица Испанской империи в Южной Америке.
В 1534 году в Южной Америке было создано губернаторство Новая Андалусия, которое в 1549 году было переименовано в Рио-де-ла-Плата. Под его юрисдикцией находилась территория к югу от 35-й параллели южной широты. Губернаторство подчинялось созданному в 1542 году вице-королевству Перу.
Указом короля Филиппа III от 16 декабря 1617 года губернаторство было разделено на два новых: губернаторство Парагвай и собственно губернаторство Рио-де-ла-Плата. Территория нового губернаторства Рио-де-ла-Плата включала почти всю территорию современной Аргентины, современного Уругвая и южную часть современной Бразилии.
В 1625 и 1626 годах под юрисдикцию губернаторства перешли иезуитские миссии на реках Парана и Парагвай.
В 1680 году на территорию губернаторства вторглись португальцы, основавшие напротив Буэнос-Айреса Колонию-дель-Сакраменто. Губернатор Буэнос-Айреса Хосе де Гарро захватил её, но в 1683 году она была возвращена Португалии. В 1705 году, во время войны за испанское наследство, она опять была захвачена испанцами, но в 1713 году возвращена португальцам по Утрехтскому миру.
Королевским указом от 11 февраля 1724 года было приказано определить границы между губернаторствами Парагвай и Рио-де-ла-Плата, и эта работа была закончена в 1727 году.
В 1750 году между Испанией и Португалией был заключён Мадридский договор, урегулировавший границы между их владениями в Южной Америке. За губернаторством Рио-де-ла-Плата была закреплена Восточная полоса, однако губернаторство потеряло Восточные миссии. Попытка заставить местное население выполнить условия этого договора привела к войне 1756 года, по итогам которой Испания и Португалия в 1761 году подписали новый договор, возвративший ситуацию к исходной точке.
Во время Семилетней войны Испания и Португалия оказались в разных лагерях, и близлежащие португальские колонии опять были оккупированы испанцами, но в 1763 году в соответствии с условиями Парижского мира они опять были возвращены португальцам.
В связи с португальской экспансией, а также нарастанием противоречий между столицей вице-королевства Перу Лимой, и развивающимся портом Буэнос-Айрес, в 1776 году было создано вице-королевство Рио-де-ла-Плата, и губернаторство Рио-де-ла-Плата перешло под его юрисдикцию. В 1782 году губернаторство было упразднено.